# Cementownia

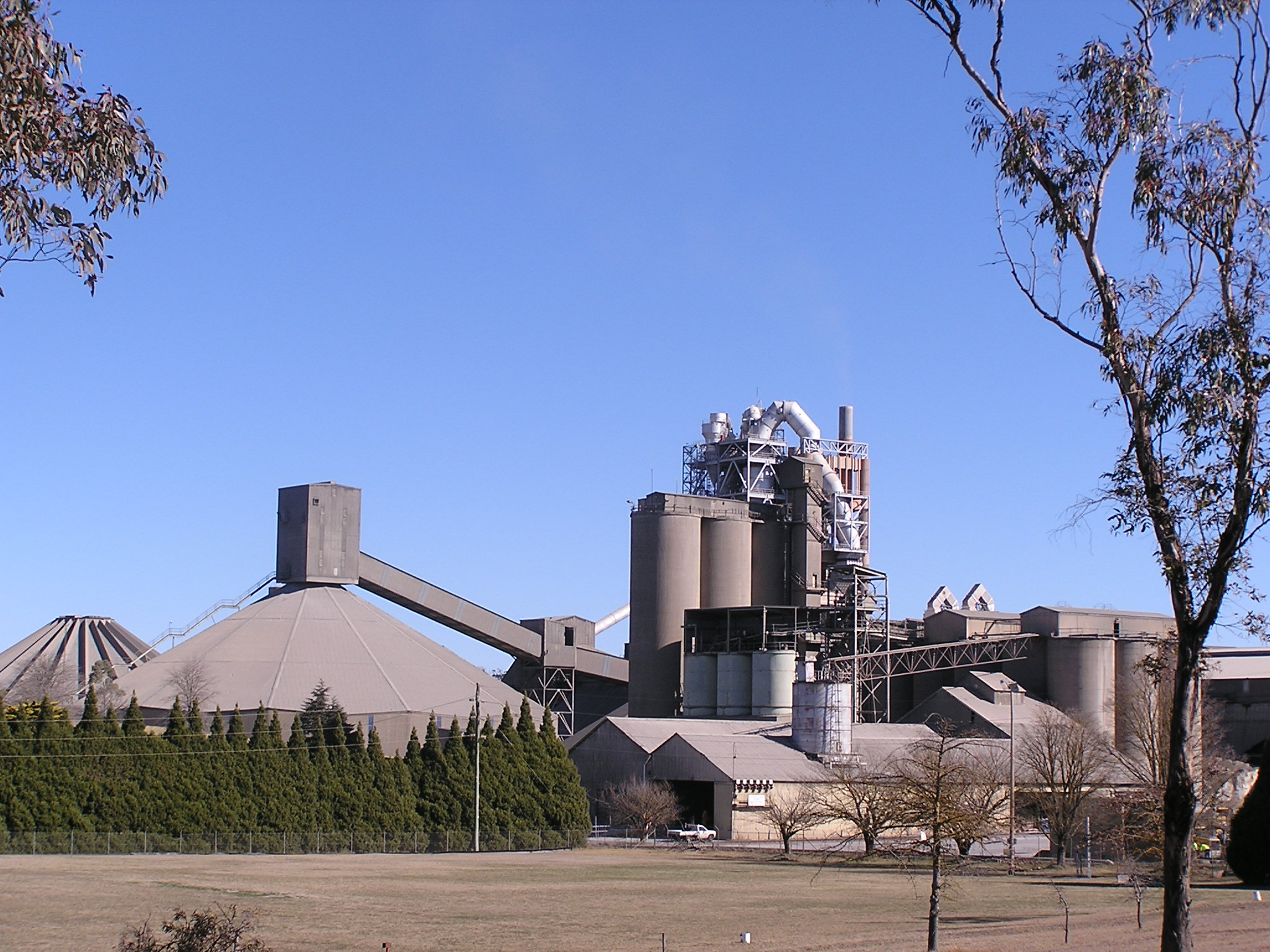
Cementownia Blue Circle Southern Cement w Australii

Cementownia – zakład przemysłowy produkujący cement.
Pierwsze cementownie powstały w Wielkiej Brytanii ok. 1840 r.
Najstarszą cementownią na ziemiach polskich (zarazem piątą w świecie) była Cementownia Grodziec uruchomiona w 1857 roku w Grodźcu (od 1975 r. dzielnicy Będzina). Obecnie w Polsce działa największa w Europie cementownia Górażdże w Choruli, w woj. opolskim. Należy ona do Górażdże Cement SA.